# Салимзода, Нусратулло Файзулло
Нусратулло́ Файзулло́ Салимзода́ (тадж. Салимзода Нусратулло Файзулло; Нусратулло Файзуллоевич Салимов; род. 4 февраля 1965, Дангаринский район, Таджикская ССР) — таджикский государственный деятель. Министр здравоохранения Республики Таджикистан (2008—2017). Председатель Гафуровского района (с 2023).

## Биография
Нусратулло Файзулло Салимзода родился 4 февраля 1965 года в Дангаринском районе.
В 1988 году окончил Таджикский государственный медицинский институт. Специализация: врач, кандидат медицинских наук.
Награжден орденом «Почета» 1-й степени с государственными наградами.
В 1985-2004 годах работал медбратом, врачом и главным врачом.
2004—2006 гг. — директор Центра управления проекта реформирования системы здравоохранения Таджикистана.
2006-2008 гг. — первый заместитель министра здравоохранения Республики Таджикистан.
Указом Президента Республики Таджикистан от 26 января 2008 года и вторично от 21 ноября 2013 года назначен Министром здравоохранения Республики Таджикистан. Работал в этой должности до 12 января 2017 года.
С 12 января 2017 года по 11 января 2023 года — председатель района Сино города Душанбе.
С 11 января 2023 года — председатель Гафуровского района Согдийской области Республики Таджикистан. 